# Trädgårdsstaden
Trädgårdsstaden är en stadsdel i Skövde, huvudsakligen bestående av bostäder och är belägen cirka 3 km nordost om stadskärnan. I stadsdelen finns Trädgårdsstadens skola med plats för drygt 500 elever från förskoleklass och upp till årskurs 6. Även en förskola med tre avdelningar finns i anslutning till skolan. Stadsdelen började byggas ut i november 2009 och utbyggnaden pågår fortfarande år 2021.[uppföljning saknas] När den är helt färdigställd planeras Trädgårdsstaden ha uppemot 4 000 invånare som bor i både flerbostadshus, parhus/radhus samt villor.
Trädgårdsstaden nås med bil via Riksväg 26 i väster och Länsväg 200 i norr. Stadsdelen betjänas också av stadsbuss 4.